# Charles David Ganao
Charles David Ganao, né le 20 juillet 1927 à Djambala et mort le 6 juillet 2012 à Neuilly-sur-Seine,, est un diplomate et homme politique congolais. 
Il a été plusieurs fois ministre des Affaires étrangères de son pays entre 1963 et 1975.  Il a également été Premier ministre de la république du Congo de 1996 à 1997.

## Biographie

### Les débuts
Charles David Ganao naît en 1927 à Djambala dans la région des Plateaux, dans une famille de l'aristocratie téké. Après ses études, il entre dans la vie active comme instituteur. Il est ensuite inspecteur de l'enseignement primaire. Il adhère au Mouvement socialiste africain (MSA) de Jacques Opangault, affilié à la Section française de l'Internationale ouvrière (SFIO).
En 1960, il est sélectionné, à l'issue d'un concours, pour une formation de deux ans du ministère français des Affaires étrangères, en compagnie de Matthieu Wattoula et Bernard Kolelas. Il effectue une année d'enseignement théorique au Quai d'Orsay et une année de pratique à l'ambassade de France à Londres.

### Responsabilités publiques
À l'issue de sa formation, il est nommé ambassadeur de la république du Congo aux États-Unis et à l'Organisation des Nations unies. Il est en poste aux États-Unis, lorsqu'un mouvement populaire renverse le Président Fulbert Youlou, le 15 août 1963.
Alphonse Massamba-Débat, chef du gouvernement provisoire le nomme ministre des Affaires étrangères. Il est confirmé à ce poste à la constitution du gouvernement définitif le 24 décembre 1963.
Le 26 avril 1966, après le remplacement de Pascal Lissouba par Ambroise Noumazalaye au poste de Premier Ministre, il est nommé ministre des Affaires étrangères, de la Coopération, du Tourisme, de l'Aviation civile et de l'Agence pour la sécurité de la navigation aérienne en Afrique et à Madagascar (ASECNA).
En janvier 1968, la Président Massamba-Debat démet Noumazalaye de ses fonctions et assume lui-même les fonctions de Premier ministre. Ganao n'est pas reconduit au gouvernement.
En 1973, il rentre dans le gouvernement de Henri Lopes, au poste de ministre des Affaires étrangères. En décembre 1975, il n'est pas reconduit dans le gouvernement formé par Louis Sylvain-Goma. Il devient fonctionnaire des Nations unies, en poste à Vienne.
Il prend sa retraite en 1986.

### Chef de parti
Lors de la conférence nationale souveraine de 1991, c'est en tant que témoin et acteur privilégié de la scène politique congolaise qu'il parle de la mauvaise gestion et de gouvernance du pays qui a été plusieurs fois endeuillé.  A l'issue de la Conference Nationale, il crée l'Union des forces démocratiques (UFD).  De 1991 à 1992, il est membre du Conseil supérieur de la République, Parlement de la transition démocratique.
En 1992, il est élu député de Djambala. Deux autres candidats de son parti sont élus. Candidat à l'élection présidentielle de 1992, il est 7e au premier tour avec environ 3 % de voix. Au second tour, il appelle à voter Pascal Lissouba, qui l'emporte. Son parti est membre de la coalition de gouvernement montée par Lissouba autour de l'UPADS.
Après la dissolution de l'Assemblée nationale par le Président Lissouba en novembre 1992, il devient membre du collège des présidents de la mouvance présidentielle, qui réunit les principaux chefs de parti alliés à Lissouba. Lors des élections législatives anticipées de juin 1993, il est réélu député de Djambala.

### Premier Ministre
Le 27 août 1996, Pascal Lissouba, préoccupé par sa réélection à la prochaine présidentielle et conscient de l'usure du gouvernement Yhombi-Opango, le nomme Premier ministre. Lissouba espère tirer bénéfice de son aura auprès des populations téké. Il constitue un gouvernement de 39 ministres dont 3 ministres d'État, 20 ministres, 8 ministres délégués et 8 secrétaires d'État. Son gouvernement s'active à la préparation de l'élection présidentielle prévue au mois d'août 1997 lorsqu'éclate la guerre civile du 5 juin entre les milices de l'ancien Président Sassou-Nguesso et les forces loyales à Lissouba.
En quête de l'appui des miliciens ninjas du MCDDI qui observent une certaine neutralité depuis le début de la guerre, Pascal Lissouba remplace Ganao par Bernard Kolelas, le 8 septembre 1997.

### Fin de carrière politique
Le 15 octobre 1997, la victoire militaires des cobras de Sassou-Nguesso le contraint à l'exil, à l'instar de tous les responsables publiques de la période Lissouba. Il s'établit au Gabon.
Rentré au Congo en 2005, il annonce son retrait de la scène politique, tout en restant président d'honneur de l'UFD.

## Sources
- R. Bazanguissa-Ganga, Les voies du politique au Congo, Karthala, 1997
- J. Bitala-Bitemo, Théâtre d'ombres. Congo-Brazzaville 1992-1997, Présence africaine, 2001.
- Philippe Moukoko, Dictionnaire général du Congo-Brazzaville, 2000.